# Герітедж-Гіллс (Нью-Йорк)
Герітедж-Гіллс (англ. Heritage Hills) — переписна місцевість (CDP) в США, в окрузі Вестчестер штату Нью-Йорк. Населення — 4511 особа (2020).

## Географія
Герітедж-Гіллс розташований за координатами 41°20′20″ пн. ш. 73°41′52″ зх. д. / 41.33889° пн. ш. 73.69778° зх. д. (41.338920, -73.697898).  За даними Бюро перепису населення США в 2010 році переписна місцевість мала площу 4,93 км², з яких 4,83 км² — суходіл та 0,10 км² — водойми.

## Демографія
Згідно з переписом 2010 року, у переписній місцевості мешкало 3975 осіб у 2421 домогосподарстві у складі 1158 родин. Густота населення становила 807 осіб/км².  Було 2585 помешкань (525/км²).
Расовий склад населення:
| - 95,7 % — білих - 2,1 % — азіатів - 1,3 % — чорних або афроамериканців - 0,1 % — вихідців з тихоокеанських островів - 0,1 % — корінних американців |

До двох чи більше рас належало 0,6 %. Частка іспаномовних становила 2,2 % від усіх жителів.
За віковим діапазоном населення розподілялося таким чином: 4,3 % — особи молодші 18 років, 33,0 % — особи у віці 18—64 років, 62,7 % — особи у віці 65 років та старші. Медіана віку мешканця становила 70,9 року. На 100 осіб жіночої статі у переписній місцевості припадало 65,0 чоловіків;  на 100 жінок у віці від 18 років та старших — 63,2 чоловіків також старших 18 років.
Середній дохід на одне домашнє господарство  становив 94 965 доларів США (медіана — 74 886), а середній дохід на одну сім'ю — 109 354 долари (медіана — 91 786). Медіана доходів становила 87 375 доларів для чоловіків та 76 028 доларів для жінок. За межею бідності перебувало 4,8 % осіб, у тому числі 0,0 % дітей у віці до 18 років та 4,7 % осіб у віці 65 років та старших.
Цивільне працевлаштоване населення становило 1335 осіб. Основні галузі зайнятості: освіта, охорона здоров'я та соціальна допомога — 30,2 %, науковці, спеціалісти, менеджери — 14,0 %, роздрібна торгівля — 12,7 %, будівництво — 11,8 %.